# Givi Ioseliani
Givi Ioseliani (in georgiano გივი იოსელიანი?; Tbilisi, 25 ottobre 1990) è un ex calciatore georgiano, di ruolo centrocampista.

## Carriera

### Club
Ha giocato nella massima serie dei campionati georgiano ed ungherese.